# Ierland op het Eurovisiesongfestival 2009
Ierland nam deel aan het Eurovisiesongfestival 2009 in Moskou, Rusland.
Het was de 41ste deelname van Ierland aan het festival.
De nationale omroep RTE was verantwoordelijk voor de bijdrage van Ierland voor 2009.

## Selectieprocedure
De Ierse nationale finale werd gehouden op 20 februari 2009 via het programma "Eurosong 2009" in Dublin en werd uitgezonden door de RTÉ.
Er deden zes artiesten mee aan deze finale.
| Volgorde | Artiest                     | Lied                     | Jury | Televoting | Totaal | Plaats |
| -------- | --------------------------- | ------------------------ | ---- | ---------- | ------ | ------ |
| 1        | M.N.A.                      | "Flying"                 | 15   | 8          | 23     | 6      |
| 2        | Laura-Jayne Hunter          | "Out of Control"         | 9    | 32         | 41     | 3      |
| 3        | Lee Bradshaw                | "So What"                | 10   | 16         | 26     | 4      |
| 4        | Johnny Brady                | "Amazing"                | 20   | 4          | 24     | 5      |
| 5        | Kristīna Zaharova           | "I Wish I Could Pretend" | 32   | 24         | 56     | 2      |
| 6        | Sinéad Mulvey & Black Daisy | "Et Cetera"              | 38   | 40         | 78     | 1      |

#### Stemming
| Lied                     | Jury's | Jury's | Jury's   | Jury's | Jury's | Televoting | Totaal | Plaats |
| Lied                     | Cork   | Sligo  | Limerick | Dublin | Totaal | Televoting | Totaal | Plaats |
| ------------------------ | ------ | ------ | -------- | ------ | ------ | ---------- | ------ | ------ |
| "Flying"                 | 8      | 4      | 1        | 2      | 15     | 8          | 23     | 6      |
| "Out of Control"         | 2      | 2      | 4        | 1      | 9      | 32         | 41     | 3      |
| "So What"                | 1      | 1      | 2        | 6      | 10     | 16         | 26     | 4      |
| "Amazing"                | 4      | 6      | 6        | 4      | 20     | 4          | 24     | 5      |
| "I Wish I Could Pretend" | 6      | 8      | 8        | 10     | 32     | 24         | 56     | 2      |
| "Et Cetera"              | 10     | 10     | 10       | 8      | 38     | 40         | 78     | 1      |

## In Moskou
In de tweede halve finale in Rusland moest Ierland aantreden als 2de, na Kroatië en voor Letland.
Op het einde van de avond bleek dat Ierland op een 11de plaats was gekomen met een score van 52 punten, wat net niet genoeg was om de finale te bereiken.
Nederland had 3 punten over voor deze inzending en België zat in de andere halve finale.

### Gekregen punten

#### Halve Finale 2
| 12 punten | 10 punten             | 8 punten                     | 7 punten              | 6 punten              |
| --------- | --------------------- | ---------------------------- | --------------------- | --------------------- |
|           | - Denemarken          |                              | - Albanië - Litouwen  |                       |
| 5 punten  | 4 punten              | 3 punten                     | 2 punten              | 1 punt                |
| - Letland | - Estland - Noorwegen | - Nederland - Polen - Servië | - Moldavië - Slovenië | - Frankrijk - Kroatië |

### Punten gegeven door Ierland

#### Halve Finale 2
Punten gegeven in de halve finale:
| 12 punten | Litouwen     |
| 10 punten | Polen        |
| 8 punten  | Noorwegen    |
| 7 punten  | Denemarken   |
| 6 punten  | Azerbeidzjan |
| 5 punten  | Moldavië     |
| 4 punten  | Estland      |
| 3 punten  | Oekraïne     |
| 2 punten  | Cyprus       |
| 1 punt    | Slowakije    |

#### Finale
Punten gegeven in de finale:
| 12 punten | IJsland             |
| 10 punten | Verenigd Koninkrijk |
| 8 punten  | Noorwegen           |
| 7 punten  | Litouwen            |
| 6 punten  | Estland             |
| 5 punten  | Malta               |
| 4 punten  | Denemarken          |
| 3 punten  | Frankrijk           |
| 2 punten  | Roemenië            |
| 1 punt    | Duitsland           |

| 12 punten | IJsland             |
| 10 punten | Noorwegen           |
| 8 punten  | Verenigd Koninkrijk |
| 7 punten  | Malta               |
| 6 punten  | Frankrijk           |
| 5 punten  | Estland             |
| 4 punten  | Zweden              |
| 3 punten  | Duitsland           |
| 2 punten  | Azerbeidzjan        |
| 1 punt    | Rusland             |

| 12 punten | Litouwen            |
| 10 punten | Verenigd Koninkrijk |
| 8 punten  | Noorwegen           |
| 7 punten  | IJsland             |
| 6 punten  | Denemarken          |
| 5 punten  | Estland             |
| 4 punten  | Roemenië            |
| 3 punten  | Moldavië            |
| 2 punten  | Malta               |
| 1 punt    | Duitsland           |

1965 · 1966 · 1967 · 1968 · 1969 · 1970 · 1971 · 1972 · 1973 · 1974 · 1975 · 1976 · 1977 · 1978 · 1979 · 1980 · 1981 · 1982 · 1983 · 1984 · 1985 · 1986 · 1987 · 1988 · 1989 · 1990 · 1991 · 1992 · 1993 · 1994 · 1995 · 1996 · 1997 · 1998 · 1999 · 2000 · 2001 · 2002 · 2003 · 2004 · 2005 · 2006 · 2007 · 2008 · 2009 · 2010 · 2011 · 2012 · 2013 · 2014 · 2015 · 2016 · 2017 · 2018 · 2019 · 2020 · 2021 · 2022 · 2023 · 2024 · 2025